# Gueto de Vilnius
Gueto de Vilnius (também conhecido como Gueto de Vilna ou Gueto de Wilno) foi um gueto estabelecido pela Alemanha na cidade de Vilnius, na Lituânia sob ocupação nazista. 
Dois anos de fome, doenças, maus-tratos e deportações para campos de concentração e  reduziram a população do gueto de estimadas 40,000 pessoas para 5,000 pessoas. Algumas centenas de habitantes foram capazes de sobreviver ao fugirem para florestas próximas ou conseguirem esconder-se sob o abrigo de moradores locais.